# Conciertos para oboe

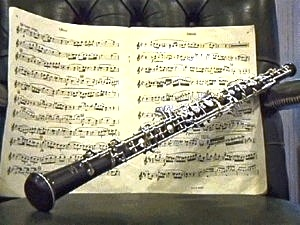

Se han compuesto un gran número de conciertos (así como otro tipo de obras) para el  oboe, tanto como instrumento solista como con otros instrumentos, y acompañados por orquestas de viento, de cámara, filarmónica, banda o conjuntos similares.
A continuación se muestra una lista de los conciertos compuestos por distintos compositores a lo largo de la Historia:

## Barroco
- Tomaso Albinoni
- Johann Sebastian Bach (todos sus conciertos para oboe son reconstrucciones)
- Arcangelo Corelli (arreglado por John Barbirolli de otras obras de Corelli)
- Joseph-Hector Fiocco
- Christoph Graupner
- George Frideric Handel
- Alessandro Marcello
- Johann Joachim Quantz
- Alessandro Scarlatti
- Georg Philipp Telemann
- Antonio Vivaldi

## Clasicismo
| - Carl Philipp Emanuel Bach - Johann Christian Bach - Ludwig van Beethoven (perdido) - Carlo Besozzi - Carl Ditters von Dittersdorf - Josef Fiala - Joseph Haydn (dudoso, probablemente de Ignaz Malzat) - William Herschel | - Johann Nepomuk Hummel - Franz Krommer - Ludwig August Lebrun - Wolfgang Amadeus Mozart - Antonio Rosetti - Antonio Salieri - Carl Stamitz |

## Romanticismo
- Vincenzo Bellini
- Jan Kalivoda
- August Klughardt
- Bernhard Molique
- Ignaz Moscheles
- Antonio Pasculli
- Nikolái Rimski-Kórsakov (oboe y banda)
- Richard Strauss
- Stanislas Verroust
- Carl Maria von Weber (con vientos; espurio)

## Contemporáneo
| - Kalevi Aho - William Alwyn - David Amram - Hendrik Andriessen - Louis Andriessen - Malcolm Arnold - Tadeusz Baird - Leonardo Balada - Samuel Barber - Sally Beamish - David Bedford - Arthur Benjamin (sobre temas de Domenico Cimarosa) - Richard Rodney Bennett - Luciano Berio - Lennox Berkeley - Michael Berkeley - John Biggs - Benjamin Britten - Anthony Burgess - Elliott Carter - Mario Castelnuovo-Tedesco - John Corigliano - Henry Cowell - Peter Maxwell Davies - Edison Denisov - Antal Doráti - Bill Douglas - Joël-François Durand - Ross Edwards - Edward Elgar - Morton Feldman - Lukas Foss | - Jean Françaix - John Gardner - Eugène Aynsley Goossens - Michael Zev Gordon - Helen Grime - John Harbison - Jonathan Harvey - Christos Hatzis - Hans Werner Henze - Frigyes Hidas - Jennifer Higdon - Heinz Holliger - Gustav Holst - Arthur Honegger - Jacques Ibert - Gordon Jacob - John Joubert - Jouni Kaipainen - Graeme Koehne - Thomas Oboe Lee - György Ligeti - Robert Linn - Malcolm Lipkin - Bent Lorentzen - Witold Lutosławski - Salvatore Macchia - Bruno Maderna - Ursula Mamlok - Frank Martin - Bohuslav Martinů - Nicholas Maw - Darius Milhaud - Anthony Milner - Paul Moravec - Dominic Muldowney - David Mullikin | - Thea Musgrave - Arne Nordheim - Krzysztof Penderecki - Haim Permont - Bernard Rands - Alan Rawsthorne - Wolfgang Rihm - George Rochberg - Christopher Rouse - Edwin Roxburgh - Andrey Rubtsov - Poul Ruders - Harald Sæverud - Esa-Pekka Salonen - Sven-David Sandström - Peter Schickele - Alfred Schnittke - Leif Segerstam - Roger Steptoe - Hilary Tann - John Tavener - Joan Tower - Ralph Vaughan Williams - Carl Vine - Gwyneth Walker - Grace Williams - Ermanno Wolf-Ferrari - John Woolrich - Isang Yun - Bernd Alois Zimmermann - Ellen Taaffe Zwilich |  |